# Palácio de Gatchina

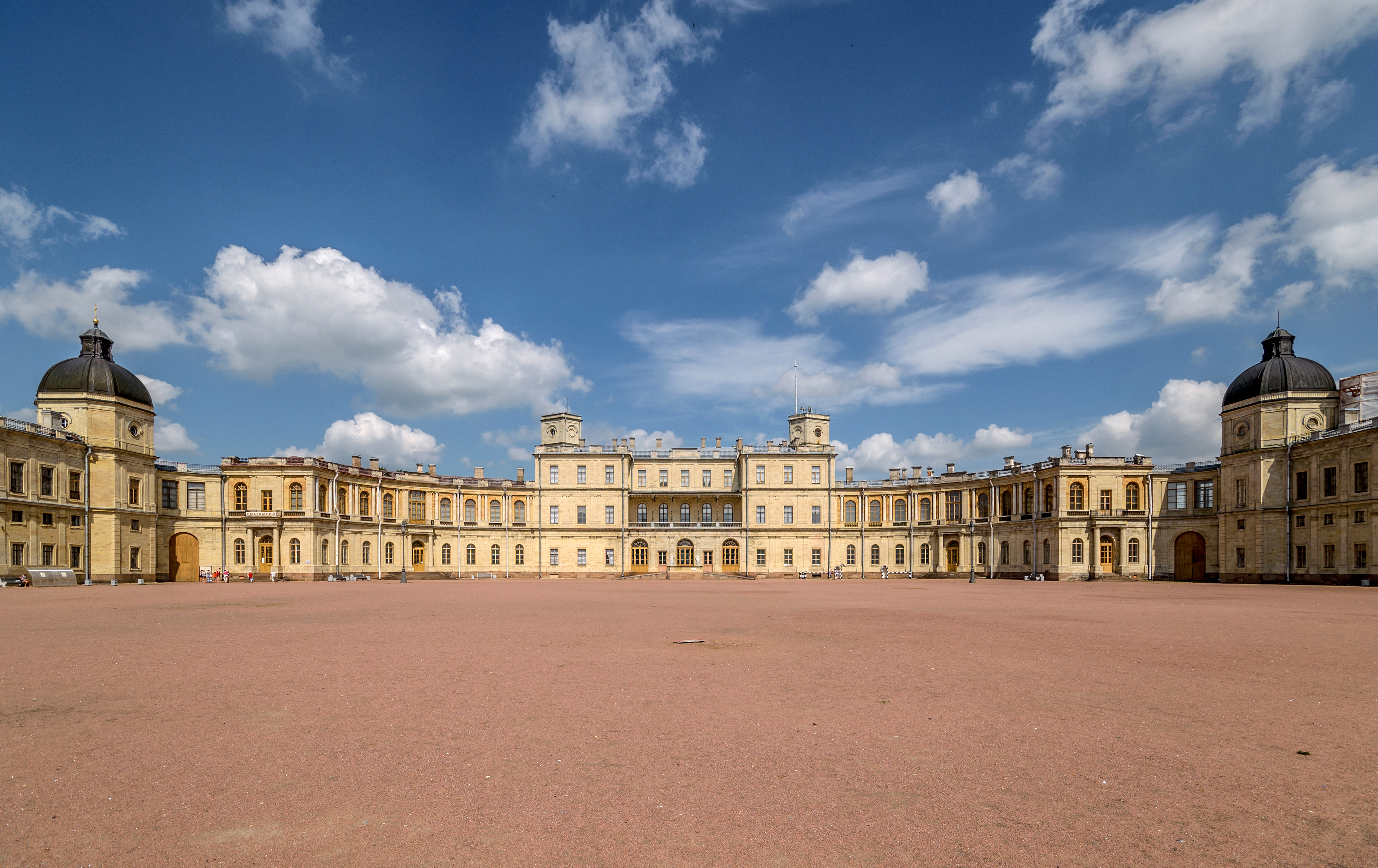
Vista geral da fachada do Palácio de Gatchina.

O Palácio de Gatchina (em russo: Большой Гатчинский дворец) é um palácio da Rússia, situado na cidade de Gatchina. Foi construído entre 1766 e 1781 para o Conde Grigory Grigoryevich Orlov, favorito de Catarina, a Grande, segundo um projecto do arquitecto italiano Antonio Rinaldi. Situado numa colina acima do Lago Serebryannoe, o palácio combina temas dos castelos medievais e das residências suburbanas. O interior do palácio é uma amostra russa do classicismo estrangeiro dos séculos XVIII e XIX. O palácio foi um dos locais favoritos de descanso da Família Imperial. 

## História do palácio

### Construção

Planta do Palácio de Gatchina.
1. Corpo Central
2. Pátio da cozinha
3. Pátio do arsenal
4. Praça
5. Torre do Sinal (com pára-raios)
6. Torre do Relógio
7. Monumento a Paulo I
8. Muralha com bastiões
9. Jardim Privado
10. Pontes sobre o fosso

Em 1765, Catarina II comprou o solar de Gatchina (que daria origem à cidade com o mesmo nome) ao Príncipe Boris Aleksandrovich Kurakin, dando-o em seguida ao seu favorito Grigory Grigoryevich Orlov, em gratidão por ter liderado o golpe palaciano de 1762, pelo qual se tornara imperatriz. No dia 30 de Maio de 1766 começou a construção do Palácio de Gatchina no território do solar.
Com o objectivo de desenvolver o projecto do palácio Grigory Orlov, em conjunto com Catarina II, convidou o arquitecto italiano Antonio Rinaldi. O seu bem sucedido desenho combina elementos dos castelos de caça suburbanos russos e ingleses. Como resultado, o Palácio de Gatchina foi o único castelo erguido nos subúrbios de São Petersburgo. A construção decorreu lentamente; no final de 1768 foi colocada a cornija e em 1770 começaram os trabalhos na decoração exterior, as quais durariam até 1772. As decorações no interior foram retardadas até ao final de 1770 (no corpo central do palácio permaneceu até 1950 a placa de cobre com as datas do início e do fim da construção: "Iniciado em 30 de Maio de 1766. Concluído em 1781" - "Заложен в 1766 мая 30. Окончен 1781 года").

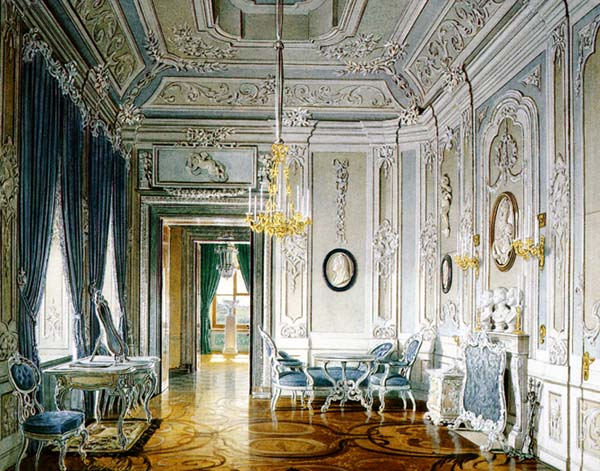
Sala de vestir do Conde Orlov (década de 1770) representada numa aguarela do século XIX.

Depois de concluído, o novo palácio era composto por três partes integrantes. A maior parte é constituída por três corpos centrais, com duas torres pentagonais. A torre sul continha o relógio enquanto a norte continha um pára-raios. O edifício principal era ligado por duas galerias com dois outros edifícios quadrados, com pátios internos (cozinha e arsenal), os quais possuiam torres octogonais localizadas nos cantos. O exterior do edifício foi revestido com calcário trazido das minas da vizinha aldeia de Paritsy (Парицы). O vestíbulo e o parapeito acima da cornija foram feitos com "pedra pudostskogo". Os detalhes da decoração interior do palácio desta época não sobreviveram, tal como foram perdidos os registos gráficos da propriedade de Orlov.
Orlov permaneceu pouco tempo no novo palácio, uma vez que viria a falecer em 1783. Inicialmente, o Palácio de Gatchina foi resgatado aos irmãos do conde por Catarina II (4 de Julho de 1783), tendo sido presenteado, a 6 de Agosto do mesmo ano, ao Grão-duque Paulo (o futuro Czar Paulo I da Rússia), o qual se mudou para ali em Setembro. Nessa altura, Paulo estava ocupado com a construção do Palácio de Pavlovsk, a sua residência nas proximidades de Tsarskoye Selo. Devido ao limitado orçamento pessoal, o futuro czar só se dedicou ao Palácio de Gatchina quando estavam concluídos os trabalhos de base no Palácio de Pavlovsk, ou seja, a partir de 1790.

### A primeira reestruturação

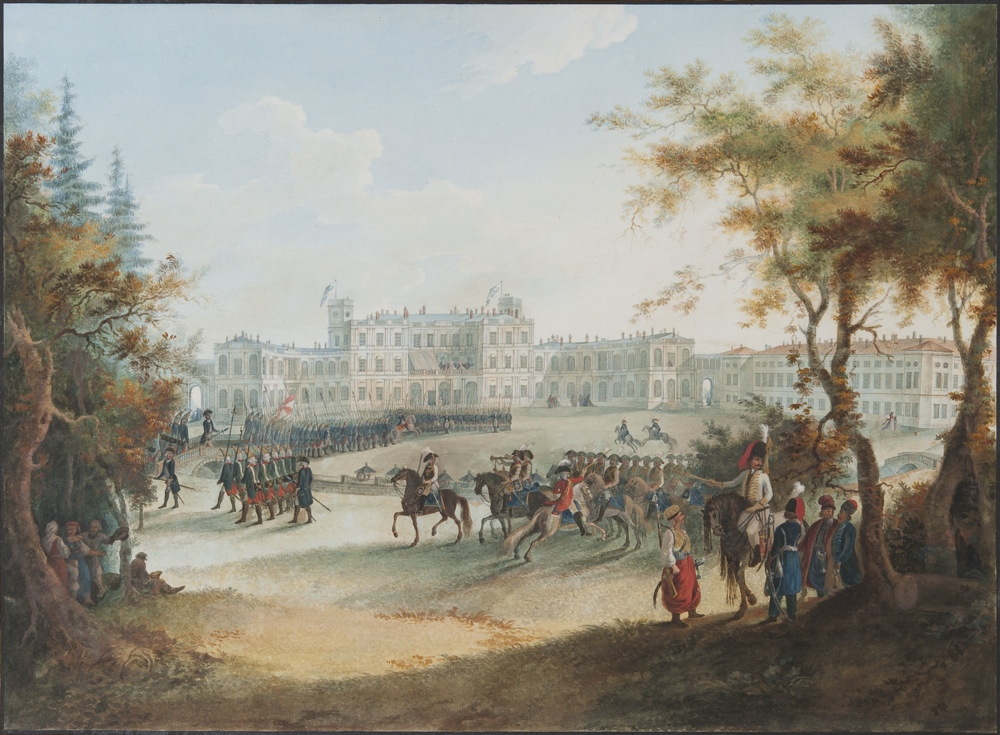
O Palácio de Gatchina numa aguarela do século XVIII.

Houve vários projectos de reestruturação do palácio que nunca foram implementados. Um deles, datado de 1783, reveste-se de particular interesse, mostrando no eixo do Palácio de Gatchina (no lugar da moderna estação ferroviária do Báltico) um novo edifício monumental, o qual fecharia a vasta praça frente ao palácio. Este projecto não foi executado em Gatchina, embora viesse a ser um protótipo do Castelo Mikhailovsky, em São Petersburgo. Outro projecto incluia a construção dum outro grande palácio, com três pátios internos, na área adjacente ao pátio do arsenal. 
No entanto, os planos de reestruturação global do complexo palaciano não foram aprovados por Paulo I, o qual decidiu ampliar os espaços destinados aos gabinetes. A principal etapa começou em 1796, sob o comando do arquitecto Vincenzo Brenna, que trabalhava no momento em Gatchina. A sua missão consistiu em acrescentar os segundo e terceiro andares aos dois corpos laterais, adaptando-os a abrigo, assim como a conversão das galerias abertas - colunatas no segundo piso do corpo central. Após a adaptação, em vez das galerias abertas apareceram paredes decoradas com colunas encastradas. Além disso, a parede aparecia no primeiro andar, ao centro do edifício principal, no lugar das arcadas abertas e sem passagem para o parque. Os trabalhos nas salas de aparato destinadas à família de Paulo I, no corpo do Arsenal e no edifício central, começaram em 1797. Por outro lado, o espaço situado em frente ao palácio, ocupado por relvados, foi transformado numa praça cercada por uma muralha com bastiões e, a partir do parque, no território adjacente ao palácio foi disposto um pequeno jardim privado.

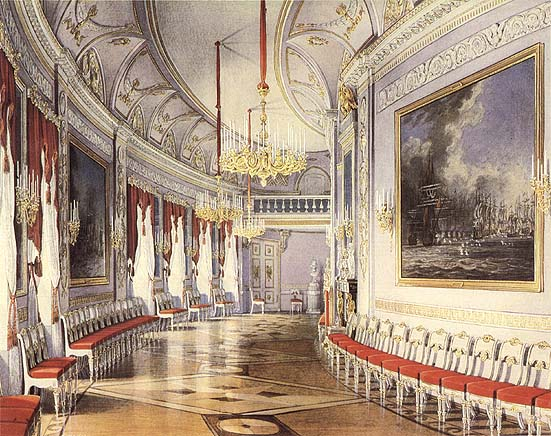
A Galeria Chesma, feita para o Grão-duque Paulo I ao estilo neoclássico da década de 1790.

Em 1799, Paulo I nomeou Andreyan Dimitri Zakharov como arquitecto-chefe de Gatchina. Este teve que terminar alguns trabalhos em curso no palácio, uma vez que nesse momento Brenna estava em São Petersburgo, ocupado com a edificação do Castelo Mikhailovsky. Zakharov dedicou-se, particularmente, ao término da superstrutura do corpo da cozinha. A nova igreja paladina também foi construída segundo o seu projecto, em 1800, no mesmo local da existente na época do Conde Orlov.
Paulo I, além de investir muitos dos seus recursos e experiências trazidas de viagens pela Europa para tornar Gatchina numa cidade exemplar e dotar o palácio de sumptuosos interiores neoclássicos, agraciou o parque com pontes, portões e pavilhões, tal como a "Ilha do Amor", o "Jardim Privado", o "Jardim Holandês" e o "Labrinto", entre muitas outras adições.
Em 1796, depois da morte da sua mãe, Catarina, a Grande, Paulo tornou-se Imperador da Rússia e  Gatchina alcançou o estatuto de Cidade Imperial - residência oficial  dos Imperadores Russos. Um monumento notável do reinado de Paulo I é o Palácio do Priorado, um pequeno palácio situado nas margens do Lago Negro. Construído para o Grão-Priorado Russo da Ordem de São João, foi oferecido à referida ordem por um decreto do imperador datado de 23 de Agosto de 1799.
Depois do assassinato de Paulo I, em 1801, o Palácio de Gatchina passou a pertencer à sua viúva, Maria Fiodorovna, que o conservaria até 1828. De acordo com os seus desejos, o arquitecto Andrey Voronikhin executou pequenas alterações no palácio entre 1809 e 1811. Basicamente, estas modificações estiveram relacionadas com a mobília interior e, ainda, com a adaptação do palácio a uma "possível residência de Inverno".

### A segunda adaptação

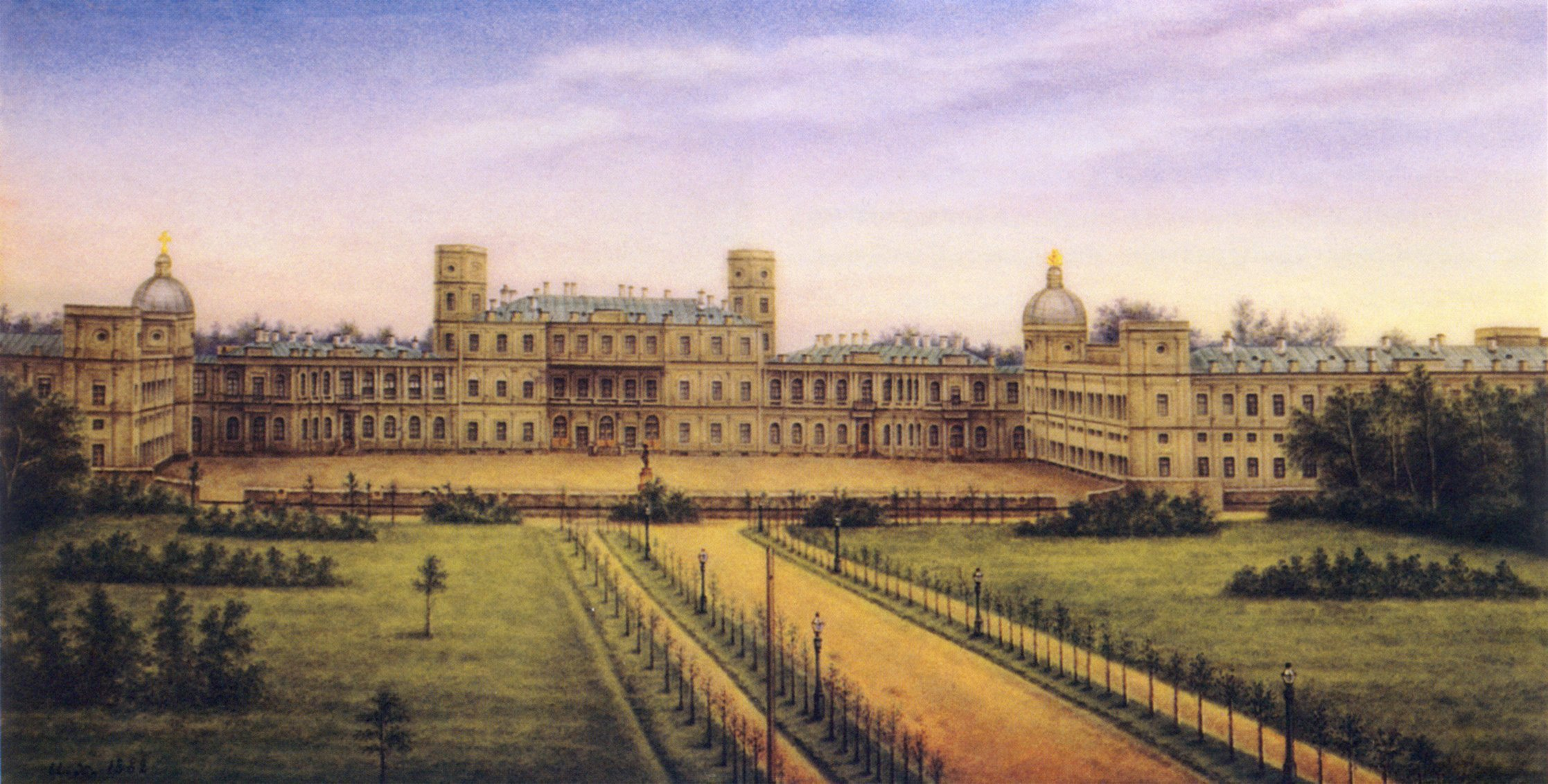
O Palácio de Gatchina numa pintura sobre porcelana da segunda metade do século XIX.

A próxima fase de trabalhos importantes na reestruturação do Palácio de Gatchina ocorreu a partir de 1840, quando este pertencia ao Czar Nicolau I (proprietário do palácio entre 1828 e 1855), de forma a transformar o palácio na residência de Verão do czar e da sua corte. As obras foram supervisionadas a partir de 1844 por Roman I. Kuzmin, o qual havia sido, em 1841, arquitecto-chefe do Ministério do Tribunal Imperial. As principais obras ocorreram nas alas que ladeavam a praça, a qual tinha sido quase totalmente reconstruída. Foram feitas caves nos corpos laterais, aumentada a altura do primeiro e terceiro andares e, entre eles, construíu-se um pequeno segundo andar, considerado como entre-pisos. Devido ao ajustamento da altura, os edifícios laterais foram subidos até à altura das galerias fechadas. Devido a essa mesma elevação, o corpo central quadrado do palácio deixou de dominar a construção, pelo que, sob a liderança de Kuzmin, foi construído um outro andar entre as duas torres pentagonais. Para além dos importantes trabalhos de reconstrução nos corpos centrais do palácio, foram executados trabalhos de restauro e reconstruída a escadaria cerimonial. Foi construída, ainda, a varanda no vestíbulo sobre a praça, apoiada sobre colunas que haviam sido projectadas em mármore pelo arquitecto, mas que na verdade eram feitas de ferro fundido. Em 1850, os degradados bastiões mantidos em torno da muralha da praça, frente ao palácio, foram completamente desmontados , e reerguidos por Brenny sem alteração do desenho original. Estes seriam os últimos trabalhos de vulto ocorridos no palácio, uma vez que os proprietários seguintes se limitaram a fazer as necessárias obras de manutenção. 
No dia 1 de Agosto de 1851 foi fixado na praça, em frente ao palácio, o monumento a Paulo I, pai de Nicolau I. Em 1854, foi inaugurado o caminho de ferro entre São Petersburgo e Gatchina. Na ápoca, o território da cidade foi ampliado através da ioncorporação de diversas aldeias e vizinhanças .
Alexandre II usou o Palácio de Gatchina como sua residência secundária. Construiu uma aldeia de caça e outras adições para a sua Equipa de Caça Imperial, e transformou as áreas a sul de Gatchina no seu retiro, onde o czar e os seus convidados podiam permitir-se viver ao estilo rural entre a vida selvagem e os bosque do noroeste da Rússia. Alexandre II fez ainda modernizações e renovações no Palácio de Gatchina. 
O Imperador Alexandre III fez de Gatchina a sua residência principal, depois de ter experienciado o choque de assistir ao assassinato do seu pai. O palácio ficou então conhecido como "Cidadela da Autocracia" devido às políticas rezccionárias do czar. Este monarca viveria no palácio durante a maior parte do seu reinado. Aqui, Alexandre III fez os seus comunicados oficiais, recepções diplomáticas, apresentações teatrais, bailes de máscaras e outors eventos de entretenimento. Em 1880, o Alexandre III introduziu importantes modernizações no palácio, com a instalação da electricidade e da rede telefónica, e a substituição das canalizações de saneamento e dos fogões de aquecimento por aquecimento central.
Nicolau II, o último czar russo, passoua a sua juventude no Palácio de Gatchina. A sua mãe, a Imperatriz Maria Fedorovna, viúva de Alexandre III, era a patrona da cidade de Gatchina, do palácio e dos parques.

### O palácio após a revolução

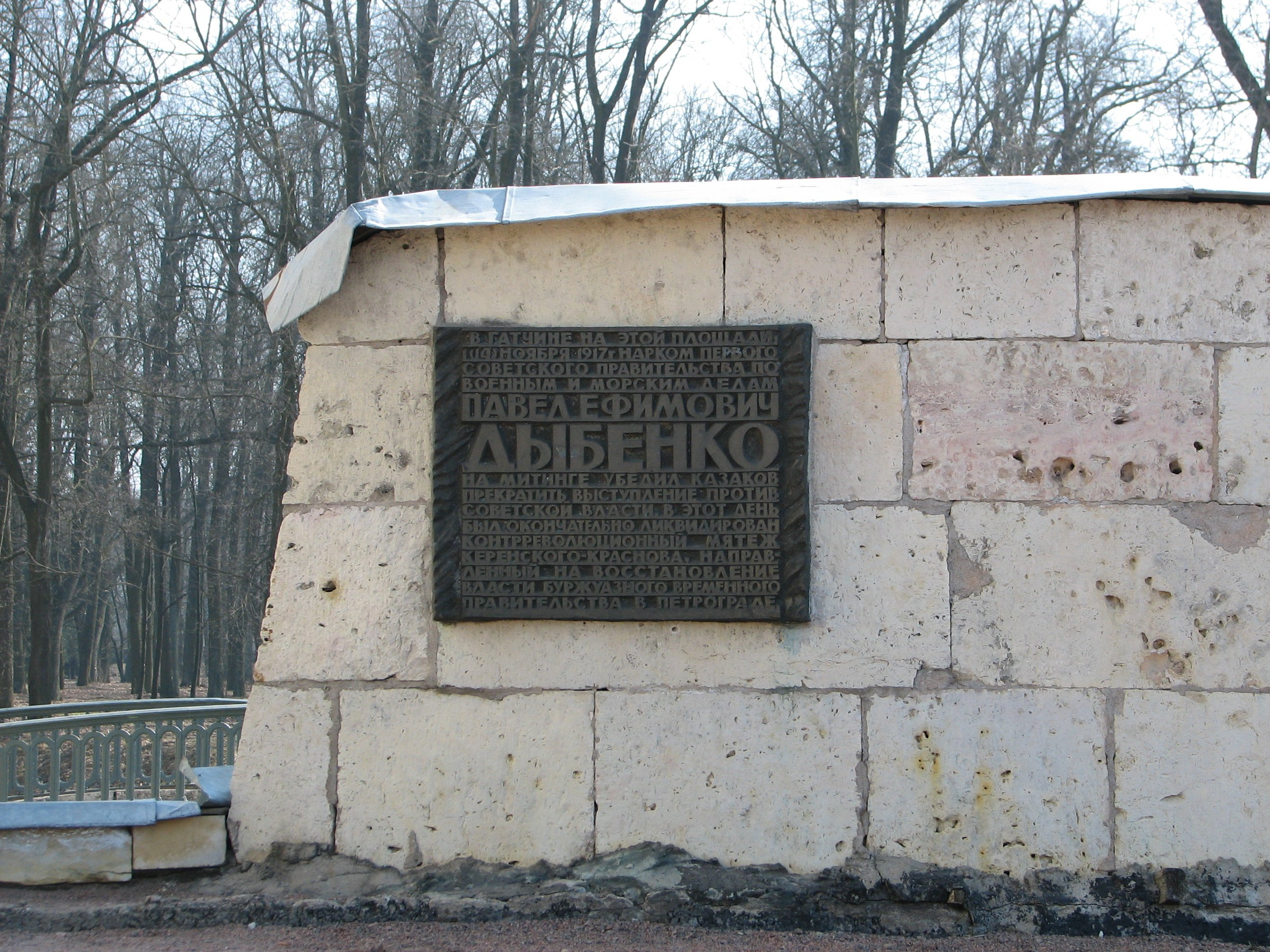
Placa memorial num dos bastiões, lembrando o comício na praça de Novembro de 1917.

Em 1917, depois da Revolução de Fevereiro e do repúdio do Imperador Nicolau II, chegou ao poder o Governo Provisório liderado por Alexander Kerensky. O palácio deixou de pertencer à Família Imperial, e no dia 27 de Maio de 1917 começou a trabalhar a comissão de aprovação e propriedade dos palácios, com o fim de adaptar as residências suburbanas ao novo governo. A comissão de Gatchina foi chefiada por Valentin Platonovich Zubov. Paralelamente, realizaram-se debates sobre a futura utilização dos palácios. Foi acordado que as residências imperiais, incluindo o Palácio de Gatchina, deveriam tornar-se museus nacionais. Após a Revolução de Outubro, ocorrida no dia 26 de Outubro de 1917, Zubov tornou-se no primeiro director do palácio-museu de Gatchina.
Nos dias da revolução deram-se confrontos em Gatchina entre os cossacos do General Piotr Nikolaievich Krasnov e destacamentos do Exército Vermelho. No dia 27 de Outubro de 1917, instalou-se no palácio o terceiro Corpo de Cavalaria Cossaco, dirigido pelo governo provisório de Kerensky. No dia 1 de Novembro de 1917, foi realizado um comício na praça em frente ao palácio, no qual Pavel Dybenko, Comissário do Povo para os Assuntos Marítimos, persuadiu os cossacos a não se oporem à parte do poder soviético em Petrogrado (São Petersburgo), o que levou a que, na noite de 1 para 2 de Novembro, Kerensky tenha deixado o palácio, o qual foi ocupado pelas forças revolucionárias.
A abertura do museu ao público teve lugar no dia 19 de Maio de 1918, tendo o palácio permanecido com essas funções até 1941. O palácio foi capturado apenas em 1919, durante a Guerra Civil, quando foi invadido pelas tropas de Nikolai Nikolaevich Yudenich. As baixas do Exército Vermelho ocorridas durante este evento foram enterradas na praça em frente ao palácio. No entanto, essas sepulturas não chegaram ao nosso tempo. Os dados referentes ao palácio-museu foram preservados desde a sua abertura. Por exemplo, sabe-se que 1921 foi o ano em que recebeu o maior número de visitantes - mais de 21 mil pessoas.

### O palácio durante a Grande Guerra Patriótica
Após o anúncio do início da Segunda Guerra Mundial, os museus e palácios suburbanos, incluindo o de Gatchina, começaram a tomar medidas para evacuar os bens e proteger os edifícios dos bombardeamentos aéreos. No dia 15 de Agosto de 1941, caíu a primeira bomba sob as janelas do palácio. No final desse mês a cidade já estava ao alcance da artilharia alemã. No dia 24 de Agosto foi danificada a estrutura do corpo do arsenal e em 3 de Setembro caíu uma bomba no pátio desse corpo, causando-lhe danos consideráveis.
Não foi possível proceder à total evacuação das obras de valor do palácio. Apenas quatro níveis, com as peças mais valiosas, foram enviados para a retaguarda, assim como um comboio enviado para Leningrado. As restantes peças foram colocadas na cave do palácio, uma grande parte das esculturas foram enterradas no parque e as restantes cobertas de areia. Somente no dia 9 de Setembro é que o pessoal do museu foi evacuado. No mesmo dia, uma das torres do corpo da cozinha foi danificada, enquanto uma outra bomba explodia no parque, próximo da fachada do palácio.
O Palácio de Gatchina ficaria nas mãos dos ocupantes nazis até Janeiro de 1944, quando as tropas alemãs retiraram, queimando o palácio. Uma parte dos bens foram destruídos e os restantes levados para a Alemanha. Numa placa de gesso colocada sobre as paredes do palácio sobreviveu a inscrição "Aqui nós estivemos. Não iremos voltar. Se Ivan vier, tudo estará vazio". Esta inscrição foi preservada num fragmento do muro, sendo agora exibida na exposição do palácio.

### O palácio nos anos do pós-guerra
Depois da guerra começaram os recuperação do Palácio de Gatchina, embora os trabalhos realizados não tenham correspondido a um restauro no pleno sentido do termo. Foram tomadas medidas para que o edifício pudesse ser utilizado. Em 1944, os mármores sobreviventes, os baixos relevos em estuque alguns detalhes decorativos foram encerrados em escudos temporários. Em 1948 foram retaurados os entre-pisos, o telhado, as janelas e as aberturas das portas. 
Entre 1961 e 1963 começaram os trabalhos para recuperar o palácio como um monumento da cultura russa. Foi, então, lançado o projecto de M. M. Plotnikovym para o renascimento do palácio. Este arquitecto tinah feito medições e pesquisado materiais arquivados, com desenhos representando os primeiro e segundo andares. No entanto, as obras foram suspensas e só retomadas em 1976. 
Os trabalhos de restauro duraram cerca de nove anos, tendo os primeiros interiores do museu do palácio sido inaugurados no dia 9 de Maio de 1985, assinalando os quarenta anos da vitória. 
O restauro dos interiores do palácio contiunua até hoje. Os fundos atribuídos para essas obras no período pós-Perestroika foram mínimos, mas desde 2006 estes têm vindo a aumentar significativamente. A recuperação plena do monumento está prevista para 2012.
O grende palácio constitui uma das referências informais de Gatchina - a sua imagem pode ser encontrada muitas vezes em lembranças, como capas de livros sobre a cidade.

## Arquitectura
O centro do Palácio de Gatchina é, arquitectónica e estililisticamente, o símbolo do parque palaciano e de todo o conjunto. O arquitecto Rinaldi, desenvolveu o projecto e construiu o palácio, sintetizando características típicas de tais edifícios. Em última instância, acabou por criar uma espécie de fantasioso castelo de caça com base no tema da auquitectura militar. As várias grandes modificações sofridas posteriormente pelo palácio não influenciaram fortemente o tema concebido originalmente.
O edifício do palácio está situado numa colina, dominando a paisagem circundante. A Fachada Norte está voltada para o parque, dominando o declive que desce para o Lago de Prata, o qual se estende pelo parque do palácio através do extenso Lago Branco. A Fachada Sul fecha o ângulo de visão do parque, focando-se nos aspectos arquitectónicos do edifício. 
Olhando para o plano global do palácio distinguem-se três grandes partes principais. O corpo central é um rectângulo alongado, em cujos cantos setentrionais se encontram duas torres pentagonais voltadas para o parque adjacente. Pelo contrário, na parte meridional a entrada do corpo central está dominado por três arcos e uma varanda de entrada, criando um jogo de volumes. Este corpo cemtral está ligado, por duas galerias semicirculares, a dois outros corpos quase quadrados. Os cantos destes corpos possuem torres octogonais, sendo as duas adjacentes à galerias completadas por cúpulas. O planeamento do palácio cria uma sensação de plasticidade e de integridade do edifício como um todo e de cada um dos seus elementos, nomeadamente, com o aumento dos volumes longos em alternância com as torres facetadas.

### Fachada Sul

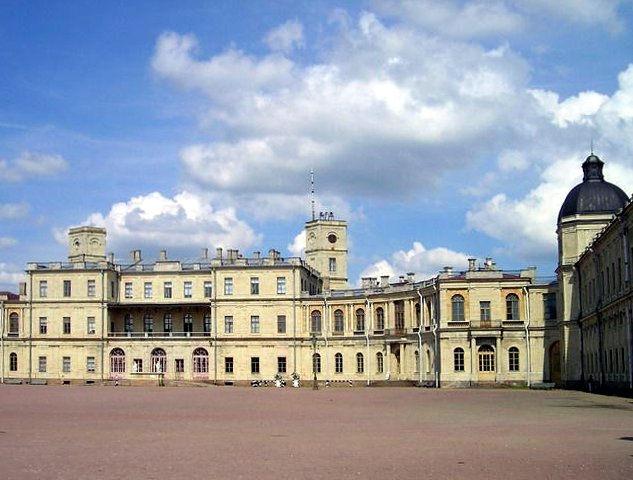
Vista parcial da fachada sul do Palácio de Gatchina.

A composição do eixo central do conjunto é executada através da linha média da praça, tendo como ponto de partida o monumento a Paulo I, donde é vista claramente a estrutura e a relação de volume das peças individuais que formam os edifícios do palácio.
O piso térreo do corpo central e das galerias adjacentes é marcado ritmicamente por pilastras dóricas. O espaço entre as pilastras é provido de janelas - de forma rectangular as do edifício central e arcadsa as situadas nas paredes das galerias. Acima de cada janela encontram-se painéis afundados, combinados com o friso que alívia o volume plástico da fachada. O primeiro andar é tratado mais ricamente - no edifício principal são usadas pilastras jónicas, enquanto as galerias apresentam colunas encastradas da mesma ordem. Tal como acontece no piso térreo, as aberturas das janela têm um perfil rectangular no corpo central, sendo arcadas nas galerias. As suas molduras são mais complicadas, revestindo-se duma natureza de cunho barroco. O segundo andar, só existente no corpo central, está decorado de forma mais simples - as pilastras encontram-se assentes no relevo do segundo friso, sendo as janelas, igualmente, de forma rectangular. A estrurura é realizada sob a forma do entablamento clássico, o qual rodeia todo o perímetro do edifício. O corpo central e as galerias são coroadados por um parapeito, consistindo numa balaustrada entrecortada por trechos de pedra. Inseridos no parapeito, encontram-se painéis de pedra que indicam o eixo principal, encontrando-se sobre as entradas principais do palácio. No meio e no extremo de cada galeria estão localizadas portas, envolvidas por pórticis dóricos. Sobre estes pórticos encontram-se varandas com vedação aberta. Cada pórtico conduz a uam escadaria de granito em forma de cone truncado. No acesso ao corpo principal existe uma rampa que conduz ao arco central.
Todo o desenho da fachada que envolve a praça é formado por uma combinação de linhas direitas em oposição (pilastras verticais e aberturas rectangulares) e onduladas (remate arcados das aberturas das galerias). Culminando esta vaga de pontos em movimento encontram-se as cúpulas das torres, as quais instituem a transição espacial para a criação expressiva das fachadas dos corpos laterais.
As fachadas desses dois corpos continuam a transformar uma linha iniciada pelas galerias, atribuindo uma grande magnitude e monumental à composição. A partição através dum friso iniciado nas galerias é repetido nas fachadas dos corpos laterais, com uma pequena diferença - a área situada abaixo desse friso inclui as pequenas janelas rectangulares do entre-pisos e as torres são rodeadas por lucarnas. Na decoração foram utilizadas pilastras dóricas num desenho rigoroso, sendo rusticadas em volta das das torres. Todos estes elementos dão bastante ritmo à longa parede, eliminando a sensação estática.
A combinação dos enormes edifícios com a elegante praça central cria uma composição orgânica característica das cidadelas fortaleza e das residências suburbanas. Um dos elementos que criam a sensação dum castelo fortificado é constituído pelas muralhas e pelos dois bastiões "protegidos" por pontes que passam por cima do fosso. O perfil da muralha configura-se como um espelho da fachada sul, fechando a praça projectada para as paradas militares e revista das tropas.

### Fachada Norte
Ao contrário do que acontece com a fachada sul do palácio, é impossível alcançar com um só olhar toda a extensão da fachada norte, pois ela abre-se gradualmente à medida que se rodeia o edifício. A parte mais expressiva da fachada corresponde ao corpo central, contida entre as duas torres pentagonais, a do relógio (à direita na imagem) e a do pára-raios (à esquerda). O centro de fachada é acentuado por um pórtico dórico, servindo de apoio a uma varanda com vedação aberta. O balcão da porta é completado por um relevo. O arranjo das paredes está dividido por pilastras verticais e frisos horizontais, não apresentando saliências, o que lhe confere, em articulação com os cinco arcos do piso térreo, uma particular plenitude. Tal como acontece na fachada sul deste mesmo corpo, o piso térreo apresenta pilastras dóricas entre as fachadas, o primeiro andar pilastras jónicas e o segundo pilastras simples. O encadeado do vasto maciço foi sublinhado pela imposição de quadrados, arcos e abóbadas - pedras-chave. Pelo arco de entrada, alcança-se a vasta escada em granito com oito lanços, a qual se ergue de três lados. 
As duas torres, para além de comporem o aspecto plástico do edifício, dão uma semelhança de castelo à fachada. O piso superior de cada uma das torres é aliviado pela presença de lucarnas. 
A fachada em hemiciclo do lado norte, ao contrário do que acontece no lado sul, é dividida em três secções. Na decoração dos dois primeiros pisos foram utilizadas gigantescas pilastras dóricas, enquanto as do terceiro andar são jónicas. A aparência das suas formas cria uma impressão de carácter monumental e um ar de severidade.

## Filmes rodados no Palácio de Gatchina

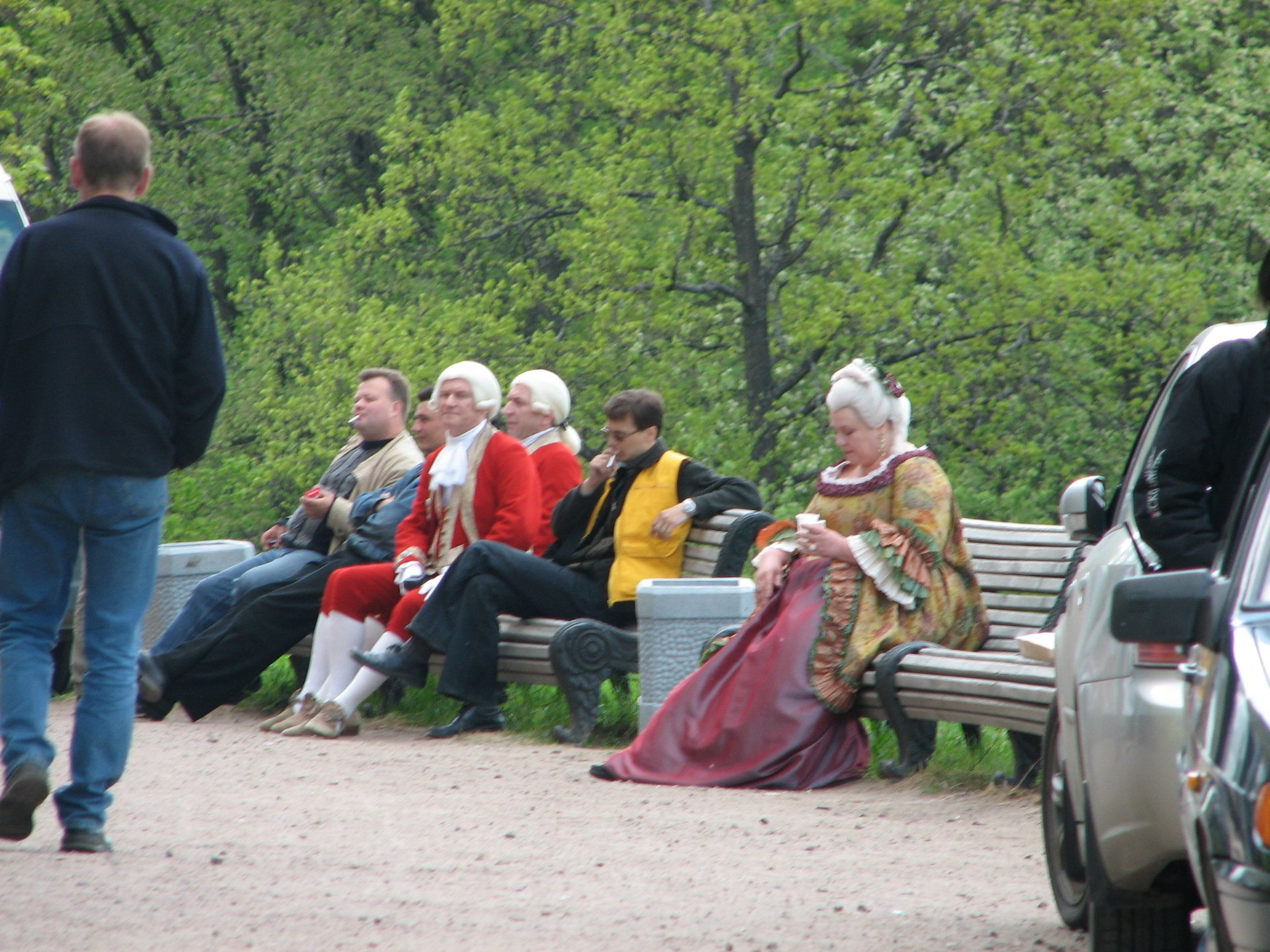
Actores numa pausa de filmagens no Palácio de Gatchina. Maio de 2006.

O Palácio de Gatchina e os seus interiores chamaram com frequência a atenção de cineastas, tornando-se muitas vezes cenário de filmes, tais como:
- "Canhoto" (Левша[8] - 1986);
- "Pobre, pobre Paulo" (Бедный, бедный Павел[9] - 2003);
- "Juncker" (Юнкера[10] - 2006);
- "Oranienbaum. Samurai de Prata" (Ораниенбаум. Серебряный самурай[11]);
- "Teste para a «verdadeira princesa»" (Испытание для «настоящей принцессы»[12];
- entre outros.

## Literatura
(em russo)
- Makarov V. К., Petrov A. N. — Gatchina. 2ª ed. corrigida e acrescentada — São Petersbugo: Publicações Sergei Hodova, 2005. — pp. 38–121. — 304 páginas — 3000 exemplares — ISBN 5-98456-018-6
- Rodionova T. F. - Gatchina: Páginas da História. 2ª ed. alterada e completada - Gatchina: Izd. STSDB, 2006 - 240 páginas — 3000 exemplares - ISBN 5-94331-111-4
- Kyuchariants DA, Raskin AG - Palácio de Gatchina//Gatchina: Monumentos de Arte. São Petersbugo: Lenizdat, 2001 -  pp. 36-131 - 318 páginas — (Colecção Petersburgo) - 5000 exemplares - ISBN 5-289-02007-1
- Balaeva S. N. - Conservador de recados do Palácio de Gatchina 1924-1956. Diários. Artigos. São Petersbugo: "A Arte da Rússia", 2005 - 646 páginas - ISBN 5-98361-018-X
- Piryutko Yuri M. - Gatchina. Monumentos artísticos, cidade e seus ambientes. 2ª ed. alterada e completada - AL: Lenizdat, 1979 - pp. 9–42. - 144 páginas - 50.000 exemplares.